# Ley de Régimen Local
La Ley de Régimen Local es aquella que determina las normas de gobierno de los entes locales, siendo estos aquellos que tienen personalidad jurídica con capacidad de obrar, tal y como se determina para los Entes locales en España, pudiendo tener diferentes connotaciones según el ámbito nacional en que se normalicen.
Unas connotaciones que han tenido diferentes características a lo largo de la historia, según la evolución de las sociedades y los regímenes políticos imperantes en cada momento.

## Europa

### España
En España se encuentra vigente la Ley Reguladora de las Bases del Régimen Local (LRBRL), de 1985.
Esta ley que sustituye a la anterior Ley de Bases de Régimen Local de 1945 que, a su vez, sustituyó a las anteriores, según el proceso evolutivo de las sociedades y las normas que las rigen.
La LBRL, se ocupa de lo organizativo, las competencias locales, las reglas de actividad pública local y el régimen de medios personales y materiales de las entidades locales.